# Jan du Plessis
Jan Petrus du Plessis (22 de enero de 1954) es el presidente no ejecutivo de Rio Tinto Group, y un director no ejecutivo de Lloyds Bank. Du Plessis quedó en décimo lugar en la revista The Times 2006 de las 100 figuras más poderosas, una lista que valora las personas más poderosas en el negocio británico.

## Inicios y vida privada
Du Plessis, un afrikáner, creció cerca de Ciudad del Cabo, Sudáfrica. Estudió en la Universidad de Stellenbosch para grados en comercio y leyes, y es también calificado como contador de fletes en su país natal. Tiene doble ciudadanía, británica y sudafricana y vive en Buckinghamshire con su esposa. A pesar de que fue una vez una figura prominente en la industria de tabaco, du Plessis nunca fumó.

## Carrera
Du Plessis trabajó en varias cargos de administración en el Grupo Sudafricano Rembrandt desde 1981, y en 1988 se convirtió en el director financiero del grupo de Richemont. También ocupó el mismo cargo en la compañía de tabaco Rothmans Internacional entre 1990 y 1995. Cuando Rothmans Internacional fue fusionado con British American Tobacco en 1999, du Plessis pasó a ser director no ejecutivo en esa empresa.
En abril de 2004, du Plessis dejó su puesto en Richemont para asumir el caso de presidente no ejecutivo en British American Tobacco. En junio de 2005, fue nombrado presidente no ejecutivo de la compañía de alimentos del Reino Unido, RHM. En octubre del mismo año, du Plessis se unió al consejo de administración en los Lloyd TSB Group, como director no ejecutivo.
Du Plessis es también un miembro del cuerpo de gobierno de la Cámara de comercio internacional Reino Unido.
En marzo del 2009 se anunció que es el nuevo presidente de Rio Tinto Group. En 2014 fue nombrado miembro del SAB Miller y en julio de 2015 asumió el cargo como presidente.